# Gran Bretagna ai XXIV Giochi olimpici invernali
La Gran Bretagna ha partecipato ai XXIV Giochi olimpici invernali, che si sono svolti dal 4 al 20 febbraio 2022 a Pechino in Cina, con una delegazione composta da 50 atleti. Portabandiera della squadra nel corso della cerimonia di apertura sono stati la giocatrice di curling Eve Muirhead e lo sciatore alpino Dave Ryding.

## Delegazione
| Sport                   | Uomini | Donne | Totale |
| ----------------------- | ------ | ----- | ------ |
| Bob                     | 2      | 4     | 6      |
| Curling                 | 5      | 5     | 10     |
| Freestyle               | 5      | 6     | 11     |
| Pattinaggio di figura   | 1      | 2     | 3      |
| Pattinaggio di velocità | 1      | 1     | 2      |
| Sci alpino              | 2      | 2     | 4      |
| Sci di fondo            | 3      | 0     | 3      |
| Short track             | 2      | 1     | 3      |
| Skeleton                | 2      | 2     | 4      |
| Slittino                | 1      | 0     | 1      |
| Snowboard               | 1      | 2     | 3      |
| Totale                  | 27     | 23    | 50     |

## Medaglie
| Riepilogo quotidiano | Riepilogo quotidiano | Riepilogo quotidiano | Riepilogo quotidiano | Riepilogo quotidiano | Riepilogo quotidiano | Riepilogo quotidiano |
| -------------------- | -------------------- | -------------------- | -------------------- | -------------------- | -------------------- | -------------------- |
| Giorno               | Data                 |                      |                      |                      | Totale               |                      |
| 15º                  | 19                   | 0                    | 1                    | 0                    | 1                    |                      |
| 16º                  | 20                   | 1                    | 0                    | 0                    | 1                    |                      |
| Totale               | Totale               | 1                    | 1                    | 0                    | 2                    |                      |

### Medagliere per disciplina
| Sport   | Oro | Argento | Bronzo | Totale |
| ------- | --- | ------- | ------ | ------ |
| Curling | 1   | 1       | 0      | 2      |
| Totale  | 1   | 1       | 0      | 2      |

### Medaglie d'oro
| Medaglia | Nome                                                        | Sport   | Evento           |
| -------- | ----------------------------------------------------------- | ------- | ---------------- |
| Oro      | Jenn Dodds Hailey Duff Eve Muirhead Mili Smith Vicky Wright | Curling | Torneo femminile |

### Medaglie d'argento
| Medaglia | Nome                                                                | Sport   | Evento          |
| -------- | ------------------------------------------------------------------- | ------- | --------------- |
| Argento  | Grant Hardie Bobby Lammie Hammy McMillan Jr. Bruce Mouat Ross Whyte | Curling | Torneo maschile |

## Bob

### Uomini
| Atleta                                              | Evento        | 1ª manche | 1ª manche | 2ª manche | 2ª manche | 3ª manche | 3ª manche | 4ª manche | 4ª manche | Totale  | Totale |
| Atleta                                              | Evento        | Tempo     | Pos.      | Tempo     | Pos.      | Tempo     | Pos.      | Tempo     | Pos.      | Tempo   | Pos.   |
| --------------------------------------------------- | ------------- | --------- | --------- | --------- | --------- | --------- | --------- | --------- | --------- | ------- | ------ |
| Brad Hall Nick Gleeson                              | Bob a due     | 59"69     | 11ª       | 1'00"05   | 13ª       | 1'00"22   | 18ª       | 59"96     | 7ª        | 3'59"92 | 11ª    |
| Brad Hall Greg Cackett Taylor Lawrence Nick Gleeson | Bob a quattro | 58"60     | =5ª       | 59"09     | 6ª        | 58"65     | 6ª        | 59"38     | 7ª        | 3'55"72 | 6ª     |

### Donne
| Atleta                       | Evento              | 1ª manche | 1ª manche | 2ª manche | 2ª manche | 3ª manche | 3ª manche | 4ª manche | 4ª manche | Totale  | Totale |
| Atleta                       | Evento              | Tempo     | Pos.      | Tempo     | Pos.      | Tempo     | Pos.      | Tempo     | Pos.      | Tempo   | Pos.   |
| ---------------------------- | ------------------- | --------- | --------- | --------- | --------- | --------- | --------- | --------- | --------- | ------- | ------ |
| Mica McNeill Montell Douglas | Bob a due femminile | 1'02"19   | 19ª       | 1'02"35   | 18ª       | 1'02"17   | 14ª       | 1'02"14   | 13ª       | 4'08"85 | 17ª    |

## Curling

### Torneo maschile
| Gran Bretagna Skip: Bruce Mouat Third: Grant Hardie Second: Bobby Lammie Lead: Hammy McMillan Jr. Alternate: Ross Whyte |
| --- |

#### Robin round
Risultati
| Sessione | Squadre       | Finale | 1 | 2 | 3 | 4 | 5 | 6 | 7 | 8 | 9 | 10 | 11   |
| -------- | ------------- | ------ | - | - | - | - | - | - | - | - | - | -- | ---- |
| 2        | Gran Bretagna | 0      | 0 | 0 | 0 | 0 | 0 | 0 | 0 | 0 | 0 | 0  | N.D. |
| 2        | Italia        | 0      | 0 | 0 | 0 | 0 | 0 | 0 | 0 | 0 | 0 | 0  | N.D. |
| 3        | Gran Bretagna | 0      | 0 | 0 | 0 | 0 | 0 | 0 | 0 | 0 | 0 | 0  | N.D. |
| 3        | Stati Uniti   | 0      | 0 | 0 | 0 | 0 | 0 | 0 | 0 | 0 | 0 | 0  | N.D. |
| 4        | Gran Bretagna | 0      | 0 | 0 | 0 | 0 | 0 | 0 | 0 | 0 | 0 | 0  | N.D. |
| 4        | Norvegia      | 0      | 0 | 0 | 0 | 0 | 0 | 0 | 0 | 0 | 0 | 0  | N.D. |
| 6        | Cina          | 0      | 0 | 0 | 0 | 0 | 0 | 0 | 0 | 0 | 0 | 0  | N.D. |
| 6        | Gran Bretagna | 0      | 0 | 0 | 0 | 0 | 0 | 0 | 0 | 0 | 0 | 0  | N.D. |
| 7        | Gran Bretagna | 0      | 0 | 0 | 0 | 0 | 0 | 0 | 0 | 0 | 0 | 0  | N.D. |
| 7        | Danimarca     | 0      | 0 | 0 | 0 | 0 | 0 | 0 | 0 | 0 | 0 | 0  | N.D. |
| 8        | Svizzera      | 0      | 0 | 0 | 0 | 0 | 0 | 0 | 0 | 0 | 0 | 0  | N.D. |
| 8        | Gran Bretagna | 0      | 0 | 0 | 0 | 0 | 0 | 0 | 0 | 0 | 0 | 0  | N.D. |
| 10       | Svezia        | 0      | 0 | 0 | 0 | 0 | 0 | 0 | 0 | 0 | 0 | 0  | N.D. |
| 10       | Gran Bretagna | 0      | 0 | 0 | 0 | 0 | 0 | 0 | 0 | 0 | 0 | 0  | N.D. |
| 11       | Gran Bretagna | 0      | 0 | 0 | 0 | 0 | 0 | 0 | 0 | 0 | 0 | 0  | N.D. |
| 11       | ROC           | 0      | 0 | 0 | 0 | 0 | 0 | 0 | 0 | 0 | 0 | 0  | N.D. |
| 12       | Canada        | 0      | 0 | 0 | 0 | 0 | 0 | 0 | 0 | 0 | 0 | 0  | N.D. |
| 12       | Gran Bretagna | 0      | 0 | 0 | 0 | 0 | 0 | 0 | 0 | 0 | 0 | 0  | N.D. |

Classifica
| Nazionale     | V | P | PF | PS |
| ------------- | - | - | -- | -- |
| Canada        | 0 | 0 | 0  | 0  |
| Cina          | 0 | 0 | 0  | 0  |
| Danimarca     | 0 | 0 | 0  | 0  |
| Gran Bretagna | 0 | 0 | 0  | 0  |
| Italia        | 0 | 0 | 0  | 0  |
| Norvegia      | 0 | 0 | 0  | 0  |
| ROC           | 0 | 0 | 0  | 0  |
| Svezia        | 0 | 0 | 0  | 0  |
| Svizzera      | 0 | 0 | 0  | 0  |
| Stati Uniti   | 0 | 0 | 0  | 0  |

### Torneo femminile
| Gran Bretagna Skip: Eve Muirhead Third: Vicky Wright Second: Jenn Dodds Lead: Hailey Duff Alternate: Mili Smith |
| --- |

#### Robin round
Risultati
| Sessione | Squadre       | Finale | 1 | 2 | 3 | 4 | 5 | 6 | 7 | 8 | 9 | 10 | 11   |
| -------- | ------------- | ------ | - | - | - | - | - | - | - | - | - | -- | ---- |
| 1        | Gran Bretagna | 0      | 0 | 0 | 0 | 0 | 0 | 0 | 0 | 0 | 0 | 0  | N.D. |
| 1        | Svizzera      | 0      | 0 | 0 | 0 | 0 | 0 | 0 | 0 | 0 | 0 | 0  | N.D. |
| 2        | Svezia        | 0      | 0 | 0 | 0 | 0 | 0 | 0 | 0 | 0 | 0 | 0  | N.D. |
| 2        | Gran Bretagna | 0      | 0 | 0 | 0 | 0 | 0 | 0 | 0 | 0 | 0 | 0  | N.D. |
| 3        | Corea del Sud | 0      | 0 | 0 | 0 | 0 | 0 | 0 | 0 | 0 | 0 | 0  | N.D. |
| 3        | Gran Bretagna | 0      | 0 | 0 | 0 | 0 | 0 | 0 | 0 | 0 | 0 | 0  | N.D. |
| 5        | Gran Bretagna | 0      | 0 | 0 | 0 | 0 | 0 | 0 | 0 | 0 | 0 | 0  | N.D. |
| 5        | Stati Uniti   | 0      | 0 | 0 | 0 | 0 | 0 | 0 | 0 | 0 | 0 | 0  | N.D. |
| 6        | Danimarca     | 0      | 0 | 0 | 0 | 0 | 0 | 0 | 0 | 0 | 0 | 0  | N.D. |
| 6        | Gran Bretagna | 0      | 0 | 0 | 0 | 0 | 0 | 0 | 0 | 0 | 0 | 0  | N.D. |
| 8        | Gran Bretagna | 0      | 0 | 0 | 0 | 0 | 0 | 0 | 0 | 0 | 0 | 0  | N.D. |
| 8        | Canada        | 0      | 0 | 0 | 0 | 0 | 0 | 0 | 0 | 0 | 0 | 0  | N.D. |
| 9        | Gran Bretagna | 0      | 0 | 0 | 0 | 0 | 0 | 0 | 0 | 0 | 0 | 0  | N.D. |
| 9        | Giappone      | 0      | 0 | 0 | 0 | 0 | 0 | 0 | 0 | 0 | 0 | 0  | N.D. |
| 10       | Cina          | 0      | 0 | 0 | 0 | 0 | 0 | 0 | 0 | 0 | 0 | 0  | N.D. |
| 10       | Gran Bretagna | 0      | 0 | 0 | 0 | 0 | 0 | 0 | 0 | 0 | 0 | 0  | N.D. |
| 12       | ROC           | 0      | 0 | 0 | 0 | 0 | 0 | 0 | 0 | 0 | 0 | 0  | N.D. |
| 12       | Gran Bretagna | 0      | 0 | 0 | 0 | 0 | 0 | 0 | 0 | 0 | 0 | 0  | N.D. |

Classifica
| Nazionale     | V | P | PF | PS |
| ------------- | - | - | -- | -- |
| Canada        | 0 | 0 | 0  | 0  |
| Corea del Sud | 0 | 0 | 0  | 0  |
| Cina          | 0 | 0 | 0  | 0  |
| Danimarca     | 0 | 0 | 0  | 0  |
| Gran Bretagna | 0 | 0 | 0  | 0  |
| Giappone      | 0 | 0 | 0  | 0  |
| ROC           | 0 | 0 | 0  | 0  |
| Svezia        | 0 | 0 | 0  | 0  |
| Svizzera      | 0 | 0 | 0  | 0  |
| Stati Uniti   | 0 | 0 | 0  | 0  |

### Doppio misto
| Gran Bretagna Donna: Jenn Dodds Uomo: Bruce Mouat |
| ------------------------------------------------- |

#### Robin round
Risultati
| Sessione | Squadre       | Finale | 1 | 2 | 3 | 4 | 5 | 6 | 7 | 8 | 9    |
| -------- | ------------- | ------ | - | - | - | - | - | - | - | - | ---- |
| 1        | Svezia        | 5      | 0 | 2 | 0 | 1 | 2 | 0 | 0 | 0 | N.D. |
| 1        | Gran Bretagna | 9      | 1 | 0 | 3 | 0 | 0 | 1 | 3 | 1 | N.D. |
| 2        | Gran Bretagna | 6      | 0 | 1 | 1 | 0 | 1 | 0 | 2 | 1 | N.D. |
| 2        | Canada        | 4      | 1 | 0 | 0 | 1 | 0 | 2 | 0 | 0 | N.D. |
| 4        | Svizzera      | 8      | 0 | 3 | 0 | 3 | 0 | 1 | 0 | 1 | N.D. |
| 4        | Gran Bretagna | 7      | 1 | 0 | 2 | 0 | 1 | 0 | 3 | 0 | N.D. |
| 6        | Gran Bretagna | 9      | 2 | 1 | 0 | 3 | 0 | 0 | 2 | 0 | 1    |
| 6        | Australia     | 8      | 0 | 0 | 1 | 0 | 3 | 2 | 0 | 2 | 0    |
| 8        | Rep. Ceca     | 3      | 1 | 0 | 0 | 1 | 0 | 1 | 0 | X | N.D. |
| 8        | Gran Bretagna | 8      | 0 | 2 | 3 | 0 | 1 | 0 | 2 | X | N.D. |
| 9        | Gran Bretagna | 5      | 0 | 1 | 1 | 0 | 0 | 2 | 0 | 1 | N.D. |
| 9        | Italia        | 7      | 1 | 0 | 0 | 2 | 1 | 0 | 3 | 0 | N.D. |
| 10       | Gran Bretagna | 6      | 1 | 0 | 0 | 0 | 3 | 1 | 0 | 1 | N.D. |
| 10       | Cina          | 5      | 0 | 2 | 1 | 1 | 0 | 0 | 1 | 0 | N.D. |
| 12       | Norvegia      | 6      | 1 | 1 | 0 | 1 | 1 | 0 | 2 | X | N.D. |
| 12       | Gran Bretagna | 2      | 0 | 0 | 1 | 0 | 0 | 1 | 0 | X | N.D. |
| 13       | Stati Uniti   | 4      | 0 | 1 | 0 | 0 | 2 | 1 | 0 | 0 | N.D. |
| 13       | Gran Bretagna | 8      | 3 | 0 | 1 | 1 | 0 | 0 | 1 | 2 | N.D. |

Classifica
| Nazionale     | V | P | PF | PS |
| ------------- | - | - | -- | -- |
| Italia        | 9 | 0 | 79 | 48 |
| Norvegia      | 6 | 3 | 68 | 50 |
| Gran Bretagna | 6 | 3 | 60 | 50 |
| Svezia        | 5 | 4 | 55 | 54 |
| Canada        | 5 | 4 | 57 | 54 |
| Rep. Ceca     | 4 | 5 | 50 | 65 |
| Svizzera      | 3 | 6 | 55 | 58 |
| Stati Uniti   | 3 | 6 | 50 | 67 |
| Cina          | 2 | 7 | 51 | 64 |
| Australia     | 2 | 7 | 52 | 67 |

#### Semifinale
| Squadre       | Finale | 1 | 2 | 3 | 4 | 5 | 6 | 7 | 8 | 9    |
| ------------- | ------ | - | - | - | - | - | - | - | - | ---- |
| Norvegia      | 6      | 0 | 1 | 0 | 1 | 0 | 3 | 0 | 1 | N.D. |
| Gran Bretagna | 5      | 1 | 0 | 2 | 0 | 1 | 0 | 1 | 0 | N.D. |

#### Finale 3º posto
| Squadre       | Finale | 1 | 2 | 3 | 4 | 5 | 6 | 7 | 8 | 9    |
| ------------- | ------ | - | - | - | - | - | - | - | - | ---- |
| Svezia        | 9      | 0 | 4 | 3 | 1 | 1 | 0 | X | X | N.D. |
| Gran Bretagna | 3      | 1 | 0 | 0 | 0 | 0 | 2 | X | X | N.D. |

## Freestyle

### Freestyle
| Big air maschile     | James Woods       | 27,50 | 26,50 | 32,25 | 59,75  | 30º  | Non qualificato | Non qualificato | Non qualificato | Non qualificato | Non qualificato |                 |                 |                 |                 |
| Halfpipe maschile    | Gus Kenworthy     |       |       | N.D.  |        |      |                 |                 |                 |                 |                 |                 |                 |                 |                 |
| Slopestyle maschile  | James Woods       |       |       | N.D.  |        |      |                 |                 |                 |                 |                 |                 |                 |                 |                 |
| Big air femminile    | Kirsty Muir       | 89,25 | 67,00 | 68,25 | 157,50 | 7ª Q | 90,25           | 78,75           | 15,50           | 169,00          | 5ª              |                 |                 |                 |                 |
| Big air femminile    | Katie Summerhayes | 63,75 | 69,25 | 67,25 | 136,50 | 13ª  | Non qualificata | Non qualificata | Non qualificata | Non qualificata | Non qualificata | Non qualificata | Non qualificata | Non qualificata | Non qualificata |
| Halfpipe femminile   | Zoe Atkin         |       |       | N.D.  |        |      |                 |                 |                 |                 |                 |                 |                 |                 |                 |
| Slopestyle femminile | Isabel Atkin      |       |       | N.D.  |        |      |                 |                 |                 |                 |                 |                 |                 |                 |                 |
| Slopestyle femminile | Kirsty Muir       |       |       | N.D.  |        |      |                 |                 |                 |                 |                 |                 |                 |                 |                 |
| Slopestyle femminile | Katie Summerhayes |       |       | N.D.  |        |      |                 |                 |                 |                 |                 |                 |                 |                 |                 |

### Gobbe
| Gobbe maschile  | Will Feneley             | 26"69 | 70,23 | 23º | 26"45 | 67,54 | 17º  | Non qualificato | Non qualificato | Non qualificato | Non qualificato | Non qualificato | Non qualificato | Non qualificato | Non qualificato | Non qualificato |
| Gobbe femminile | Leonie Gerken Schofield  | DNF   | DNF   | DNF | 31"50 | 62,06 | 17ª  | Non qualificata | Non qualificata | Non qualificata | Non qualificata | Non qualificata | Non qualificata | Non qualificata | Non qualificata | Non qualificata |
| Gobbe femminile | Makayla Gerken Schofield | 29"13 | 70,18 | 12ª | 29"31 | 67,96 | 7ª Q | 28"76           | 73,99           | 9ª Q            | 28"59           | 73,04           | 8ª              | Non qualificata | Non qualificata | Non qualificata |

### Salti
| Evento         | Atleta        | Qualificazioni | Qualificazioni | Qualificazioni | Qualificazioni | Finale  | Finale    | Finale  | Finale    | Finale  | Finale    |
| Evento         | Atleta        | Salto 1        | Salto 1        | Salto 2        | Salto 2        | Salto 1 | Salto 1   | Salto 2 | Salto 2   | Salto 3 | Salto 3   |
| Evento         | Atleta        | Punti          | Posizione      | Punti          | Posizione      | Punti   | Posizione | Punti   | Posizione | Punti   | Posizione |
| -------------- | ------------- | -------------- | -------------- | -------------- | -------------- | ------- | --------- | ------- | --------- | ------- | --------- |
| Salti maschile | Lloyd Wallace |                |                |                |                |         |           |         |           |         |           |

### Ski cross
| Atleta             | Evento        | Qualificazioni | Qualificazioni | Ottavi    | Quarti          | Semifinale      | Finale          | Finale |
| Atleta             | Evento        | Tempo          | Posizione      | Posizione | Posizione       | Posizione       | Posizione       | Totale |
| ------------------ | ------------- | -------------- | -------------- | --------- | --------------- | --------------- | --------------- | ------ |
| Ski cross maschile | Oliver Davies | 1'14"84        | 31º            | 4º        | Non qualificato | Non qualificato | Non qualificato | 31º    |

## Pattinaggio di figura
| Evento    | Atleta                  | Programma corto | Programma corto | Programma libero | Programma libero | Totale          | Totale          |
| Evento    | Atleta                  | Punti           | Posizione       | Punti            | Posizione        | Punti           | Posizione       |
| --------- | ----------------------- | --------------- | --------------- | ---------------- | ---------------- | --------------- | --------------- |
| Femminile | Natasha McKay           | 52,54           | 28ª             | Non qualificata  | Non qualificata  | Non qualificata | Non qualificata |
| Danza     | Lilah Fear Lewis Gibson | 76,45           | 10ª Q           | 115,19           | 9ª               | 191,64          | 10ª             |

## Pattinaggio di velocità
| Atleta            | Evento           | Tempo   | Posizione |
| ----------------- | ---------------- | ------- | --------- |
| Cornelius Kersten | 500 m maschile   | 35"36   | 25º       |
| Cornelius Kersten | 1000 m maschile  | 1'08"79 | 9º        |
| Cornelius Kersten | 1500 m maschile  | 1'47"11 | 19º       |
| Ellia Smeding     | 1000 m femminile | 1'17"17 | 23ª       |
| Ellia Smeding     | 1500 m femminile | 2'01"09 | 27ª       |

## Sci alpino
| Atleta           | Evento                    | Tempo     | Tempo           | Tempo           | Posizione       |
| Atleta           | Evento                    | 1ª manche | 2ª manche       | Totale          | Posizione       |
| ---------------- | ------------------------- | --------- | --------------- | --------------- | --------------- |
| Billy Major      | Slalom speciale maschile  | DNF       | DNF             | DNF             | DNF             |
| Dave Ryding      | Slalom speciale maschile  | 55"13     | 50"44           | 1'45"57         | 13º             |
| Charlie Guest    | Slalom speciale femminile | 53"84     | 54"12           | 1'47"96         | 21ª             |
| Alexandra Tilley | Slalom speciale femminile | DNF       | Non qualificata | Non qualificata | Non qualificata |
| Alexandra Tilley | Slalom gigante femminile  | 1'01"40   | 59"42           | 2'00"82         | 22ª             |

## Sci di fondo
| Evento                 | Atleta                     | Qualificazioni | Qualificazioni | Quarti di finale | Quarti di finale | Semifinali      | Semifinali      | Finale          | Finale          |
| Evento                 | Atleta                     | Tempo          | Pos.           | Tempo            | Pos.             | Tempo           | Pos.            | Tempo           | Pos.            |
| ---------------------- | -------------------------- | -------------- | -------------- | ---------------- | ---------------- | --------------- | --------------- | --------------- | --------------- |
| Sprint                 | James Clugnet              | 2'56"72        | 40º            | Non qualificato  | Non qualificato  | Non qualificato | Non qualificato | Non qualificato | Non qualificato |
| Sprint                 | Andrew Young               | 2'55"60        | 36º            | Non qualificato  | Non qualificato  | Non qualificato | Non qualificato | Non qualificato | Non qualificato |
| Sprint a squadre       | James Clugnet Andrew Young | N.D.           | N.D.           | N.D.             | N.D.             | 21'15"27        | 10ª             | Non qualificati | 20ª             |
| Evento                 | Atleta                     | Tempo          | Tempo          | Tempo            | Distacco         | Distacco        | Distacco        | Posizione       | Posizione       |
| 15 km tecnica classica | Andrew Musgrave            | 41'44"7        | 41'44"7        | 41'44"7          | +3'49"9          | +3'49"9         | +3'49"9         | 46º             | 46º             |
| 15 km tecnica classica | Andrew Young               | 42'24"0        | 42'24"0        | 42'24"0          | +4'29"2          | +4'29"2         | +4'29"2         | 51º             | 51º             |
| 50 km tecnica libera   | Andrew Musgrave            | 1h13'29"3      | 1h13'29"3      | 1h13'29"3        | +1'56"6          | +1'56"6         | +1'56"6         | 12º             | 12º             |
| Skiathlon              | Andrew Musgrave            | 1h20'46"9      | 1h20'46"9      | 1h20'46"9        | +4'37"1          | +4'37"1         | +4'37"1         | 17º             | 17º             |

## Short track

### Uomini
| Evento | Atleta         | Batteria | Batteria | Quarto di finale | Quarto di finale | Semifinale      | Semifinale      | Finale          | Finale          |
| Evento | Atleta         | Tempo    | Pos.     | Tempo            | Pos.             | Tempo           | Pos.            | Tempo           | Pos.            |
| ------ | -------------- | -------- | -------- | ---------------- | ---------------- | --------------- | --------------- | --------------- | --------------- |
| 1000 m | Farrell Treacy | 1'24"935 | 4º       | Non qualificato  | Non qualificato  | Non qualificato | Non qualificato | Non qualificato | Non qualificato |
| 1000 m | Niall Treacy   | 1'32"243 | 4º       | Non qualificato  | Non qualificato  | Non qualificato | Non qualificato | Non qualificato | Non qualificato |
| 1500 m | Farrell Treacy | N.D.     | N.D.     | 2'16"880         | 3º Q             | 2'13"736        | 3º QA           | 2'11"988        | 9º              |

### Donne
| Evento | Atleta          | Batteria | Batteria | Quarto di finale | Quarto di finale | Semifinale      | Semifinale      | Finale          | Finale          |
| Evento | Atleta          | Tempo    | Pos.     | Tempo            | Pos.             | Tempo           | Pos.            | Tempo           | Pos.            |
| ------ | --------------- | -------- | -------- | ---------------- | ---------------- | --------------- | --------------- | --------------- | --------------- |
| 500 m  | Kathryn Thomson | 1'06"594 | 4ª       | Non qualificata  | Non qualificata  | Non qualificata | Non qualificata | Non qualificata | Non qualificata |
| 1000 m | Kathryn Thomson | 1'30"037 | 4ª       | Non qualificata  | Non qualificata  | Non qualificata | Non qualificata | Non qualificata | Non qualificata |

## Skeleton
| Evento            | Atleta         | 1ª manche | 2ª manche | 3ª manche | 4ª manche       | Totale  | Posizione |
| ----------------- | -------------- | --------- | --------- | --------- | --------------- | ------- | --------- |
| Singolo maschile  | Matt Weston    | 1'01"34   | 1'01"15   | 1'01"12   | 1'01"63         | 4'05"24 | 15º       |
| Singolo maschile  | Marcus Wyatt   | 1'01"56   | 1'01"72   | 1'01"28   | 1'01"35         | 4'05"91 | 16º       |
| Singolo femminile | Brogan Crowley | 1'03"32   | 1'03"23   | 1'02"82   | Non qualificata | 3'09"37 | 22ª       |
| Singolo femminile | Laura Deas     | 1'02"99   | 1'03"15   | 1'02"71   | 1'02"70         | 4'11"55 | 19ª       |

## Slittino
| Evento           | Atleta            | 1ª manche | 1ª manche | 2ª manche | 2ª manche | 3ª manche | 3ª manche | 4ª manche       | 4ª manche       | Totale   | Totale |
| Evento           | Atleta            | Tempo     | Pos.      | Tempo     | Pos.      | Tempo     | Pos.      | Tempo           | Pos.            | Tempo    | Pos.   |
| ---------------- | ----------------- | --------- | --------- | --------- | --------- | --------- | --------- | --------------- | --------------- | -------- | ------ |
| Singolo maschile | Rupert Staudinger | 58"731    | 22º       | 58"960    | 22º       | 58"622    | 22º       | Non qualificato | Non qualificato | 2'56"313 | 23º    |

## Snowboard

### Freestyle
| Atleta        | Evento               | Qualificazioni | Qualificazioni | Qualificazioni | Qualificazioni | Qualificazioni | Finale          | Finale          | Finale          | Finale          | Finale          |
| Atleta        | Evento               | Prova 1        | Prova 2        | Prova 3        | Migliore       | Posizione      | Prova 1         | Prova 2         | Prova 3         | Migliore        | Posizione       |
| ------------- | -------------------- | -------------- | -------------- | -------------- | -------------- | -------------- | --------------- | --------------- | --------------- | --------------- | --------------- |
| Katie Ormerod | Big air femminile    | 14,75          | 60,25          | 9,50           | 69,75          | 25ª            | Non qualificata | Non qualificata | Non qualificata | Non qualificata | Non qualificata |
| Katie Ormerod | Slopestyle femminile | 47,38          | 44,01          | N.D.           | 47,38          | 18ª            | Non qualificata | Non qualificata | Non qualificata | Non qualificata | Non qualificata |

### Cross
| Atleta                           | Evento                    | Qualificazioni | Qualificazioni | Ottavo di finale | Quarto di finale | Semifinale      | Finale          |
| Atleta                           | Evento                    | Tempo          | Posizione      | Ottavo di finale | Quarto di finale | Semifinale      | Finale          |
| -------------------------------- | ------------------------- | -------------- | -------------- | ---------------- | ---------------- | --------------- | --------------- |
| Huw Nightingale                  | Snowboard cross maschile  | 1'20"72        | 29º            | 4º               | Non qualificato  | Non qualificato | Non qualificato |
| Charlotte Bankes                 | Snowboard cross femminile | 1'22"72        | 2ª             | 1ª Q             | 3ª               | Non qualificata | Non qualificata |
| Charlotte Bankes Huw Nightingale | Snowboard cross a squadre | N.D.           | N.D.           | 1ª Q             | 3ª FB            | 2ª              | 6ª              |